# Habenaria paulensis
Habenaria paulensis là một loài thực vật có hoa trong họ Lan. Loài này được Porsch mô tả khoa học đầu tiên năm 1905.